# ハナゲの唄
ハナゲの唄（ハナゲのうた）は、日本のフォークグループ・ソルティー・シュガーが1970年に発表したシングル曲である。ひがしのひとしの曲「鼻毛の伸長度に関する社会科学的考察」のカバーで、大気汚染の影響で人々の鼻毛が長くなっている、という報道をもとに、公害問題を風刺した内容である。ヒットした「走れコウタロー」に続いて発売されたこの曲は全く売れなかったが、メンバーだった山本コウタローにとってはこの曲が後に環境問題に関心を持つきっかけとなった。

## 収録曲
1. ハナゲの唄
  - 作詞・作曲: ひがしのひとし / 編曲: ソルティー・シュガー
2. ふるさとをはなれて
  - 作詞: やまべとしつな / 作曲: 山本厚太郎